# Mulbring
Mulbring – miasto w Australii, w stanie Nowa Południowa Walia.